# Kontaktsport
En kontaktsport er enhver form for sport, hvor fysisk kontakt mellem spillerne – eller mellem spillerne og deres omgivelser – udgør en væsentlig del af spillet. Et eksempel herpå er amerikansk fodbold. Kontakten kan enten være en del af spillets regler eller opstå utilsigtet i spillets forløb. Dette står i kontrast til ikke-kontaktsporter, hvor spillerne enten sjældent eller aldrig kommer i fysisk kontakt med hinanden, og hvor reglerne ofte direkte forbyder fysisk berøring.
I kontaktsport er visse former for kontakt ikke bare tilladte, men nødvendige for spillet – fx tacklinger – mens andre kontakter kan være utilsigtede, som ved at skærme bolden eller kæmpe om en bold i luften. Da mængden og typen af fysisk kontakt varierer meget fra sport til sport, fastsættes det i regelsættet, hvilken kontakt der er tilladt, og hvad der betragtes som farligt, risikabelt eller usportsligt – som fx høj tackling, spydtackling eller slag under bæltestedet. I tilfælde hvor den fysiske kontakt går ud over det tilladte, har de fleste sportsgrene en procedure for at dømme en forseelse, som håndhæves af en dommer eller en tilsvarende officiel.
Den Amerikanske Pædiatriske Forening (American Academy of Pediatrics – AAP) inddeler sportsgrene i tre hovedkategorier: kontaktsport, begrænset kontaktsport og ikke-kontaktsport. For at kunne vurdere risikoen for udøvere har AAP defineret kontaktsport som sportsgrene, hvor en vis grad af tilsigtet fysisk kollision mellem spillere er indbygget i spillets karakter. Kollision sport beskrives som sportsgrene, hvor "atleter bevidst støder sammen med hinanden eller med genstande (herunder jorden) med stor kraft", mens der i begrænsede kontaktsportsgrene kun sjældent forekommer kollisioner – og da som regel utilsigtet. Selvom kontaktsport betragtes som den mest skadesrisikofyldte type sport – særligt i sportsgrene som fx boksning eller andre kampsportsgrene – er begrænset kontakt og ikke-kontaktsport ikke fri for risiko. Skader kan stadig forekomme, fx gennem fald, sammenstød med omgivelserne eller redskaber, som fx slag med en hockeystav, fodbold, eller ved utilsigtet kontakt med en med- eller modspillers beskyttelsesudstyr.
Inden for visse kontaktsportsgrene – særligt kampsport – anvendes begreber som fuldkontakt, semi-kontakt og ikke-kontakt både i træning og konkurrence. Disse kontaktformer defineres ofte ud fra, om der er mulighed for at vinde ved knockout eller submission. Et eksempel herpå er fuldkontakt karate og taekwondo, hvor det er tilladt at forsøge at slå modstanderen bevidstløs gennem slag mod hovedet eller ved at bringe dem til jorden. Disse fuldkontakt-regler adskiller sig fra andre varianter af samme sport, som fx begrænser slag mod hovedet eller forbyder brug af albuer og knæ. Sådanne fuldkontakt-discipliner kaldes ofte kampsport og kræver ofte ændret udstyr, særlige regler og har som mål at besejre modstanderen fysisk – modsat andre kontaktsport, hvor fysisk overlegenhed blot er et element i spillet.
Nogle kontaktsport har varianter med reduceret eller helt fjernet kontakt. Et eksempel herpå er flagfodbold, som er en ikke-kontaktversion af amerikansk fodbold. I stedet for at tackle en modstander, fjernes et flag, som er fastgjort til spillerens bælte.

## Nomenklatur
Den nuværende terminologi i USA anvender betegnelserne kontaktsport og kollisionssport til at beskrive sportsgrene som rugby, amerikansk fodbold, professionel wrestling, ishockey, lacrosse og roller derby. I modsætning hertil anvendes betegnelsen begrænset kontaktsport om sportsgrene som fodbold, baseball og håndbold, mens ikke-kontaktsport bruges til at beskrive sportsgrene som badminton, løb og svømning.
Den Amerikanske Pædiatriske Forening (American Academy of Pediatrics) reviderede i 2008 deres officielle politikudtalelse, som inkluderer følgende definition:
I kollisionssport (f.eks. boksning, ishockey, amerikansk fodbold, lacrosse og rodeo) støder atleter bevidst sammen med hinanden eller med genstande (herunder jorden) med stor kraft. I kontaktsport (f.eks. basketball) forekommer fysisk kontakt regelmæssigt mellem atleter eller med genstande, men typisk med mindre kraft end i kollisionssport. I begrænsede kontaktsportsgrene (f.eks. softball og squash) sker kontakt med andre atleter eller med genstande sjældent eller utilsigtet.

## Grader

### Fuldkontakt-kampsport
En fuldkontaktsport er primært en form for kampsport, hvor det er tilladt for deltagerne at forsøge at besejre modstanderen ved at slå dem bevidstløse eller på anden vis fysisk gøre dem ude af stand til at fortsætte. Eksempler på sådanne sportsgrene omfatter størstedelen af de professionelle kampsporter som mixed martial arts, boksning samt visse former for karate og taekwondo. Sejren opnås oftest gennem brug af slag-, spark- og brydeteknikker – enten isoleret eller kombineret – afhængigt af de specifikke regler for den pågældende sport.

Eksempler på fuldkontakt-kampsport inkluderer:
- Boksning
- Brasiliansk jiu-jitsu
- Judo
- Lethwei
- Mixed martial arts
- Muay Thai
- Pradal serey
- Sambo
- Sanda
- Savate
- Visse former for taekwondo
- Sumobrydning
- Taekkyon
- Forskellige former for fuld-kontakt karate
- Vovinam
- Brydning
- Kickboxing

### Halvkontakt-kampsport
En halvkontaktsport er typisk en form for kampsport, hvor udøverne anvender slag- og sparkteknikker med fysisk kontakt, som efterligner fuld styrke, men hvor slagene er begrænset i kraft. Det er ikke tilladt at gøre modstanderen bevidstløs. I mange halvkontaktsportsgrene benyttes et pointsystem til at afgøre vinderen, og deltagerne bærer ofte omfattende beskyttelsesudstyr for at minimere risikoen for skader. Eksempler på halvkontakt-sport inkluderer visse former af karate, kalaripayattu, kenpo (amerikansk kampsport), forskellige koreanske kampsporter med kontaktregler for kamp, kendo, visse typer af historisk europæisk kampsport, fægtning og taekwondo.

### Kontaktsport
Som defineret af AAP, og disse sportsgrene betragtes også som kollisionssport. AAP påpeger, at kampsport kan underinddeles i discipliner som judo, jujutsu, karate, kung fu og taekwondo; nogle af disse udgaver anses for at være kontaktsport, mens andre falder ind under begrænset kontakt.
- Fodbold
- Australsk fodbold
- Boksning
- Cheerleading
- Stupning
- Ekstremsport
- Landhockey
- Ishockey
- Canadisk fodbold
- Amerikansk fodbold
- Hurling
- Camogie
- Gymnastik
- Lacrosse
- Kampsport
- Rodeo
- Rugby
- Skiløb, nedadgående
- Skihop
- Snowboarding
- Håndbold
- Vandpolo
- Brydning

### Begrænsede kontaktsportsgrene
Som beskrevet af AAP. AAP præciserer, at kampsport kan opdeles i fx judo, jujutsu, karate, kung fu og taekwondo, hvoraf nogle varianter klassificeres som kontaktsport, og andre som begrænset kontakt.
- Løbesport
- Baseball
- Basketball
- Cykling
- Langrend
- Fægtning
- Atletiske kastediscipliner
- Floor hockey
- Flag- eller touch-fodbold
- Futsal
- Gælisk fodbold
- Gælisk håndbold
- Håndbold
- Højdespring
- Hestesport
- Skøjteløb
- Rulleskøjteløb
- Kampsport
- Stangspring
- Racquetball
- Rulleskøjteløb
- Skateboarding
- Skiløb
- Softball
- Squash
- Surfing eller windsurfing
- Volleyball
- Vandski
- Vægtløftning
- Kano på strømmende vand eller kajak på strømmende vand

### Ikke-kontaktsport
Som defineret af AAP
- Badminton
- Bodybuilding
- Bowling
- Kano eller kajak (fladt vand)
- Roning
- Curling
- Dans
- Kastediscipliner
- Diskoskast
- Spydkast
- Kuglestød
- Golf
- Orienteringsløb
- Styrkeløft
- Kapgang
- Skydning
- Sjipning
- Løb
- Sejlsport
- Dykning med iltflaske
- Svømning
- Bordtennis
- Tennis
- Atletik
- Ultimate frisbee

## Sportsrelaterede skader og forebyggelse

### Udstyr
På grund af den øgede risiko for skader kræver flere sportsgrene brug af beskyttelsesudstyr, eksempelvis beskyttelsesudstyr i amerikansk fodbold eller hjelme og handsker, som anvendes i undervandshockey. Visse sportsgrene foregår desuden på blødere underlag og har polstring omkring fysiske forhindringer som eksempelvis målstolper.
I mange kontaktsportsgrene er det et krav, at mandlige deltagere bærer en beskyttelseskop for at skærme kønsdelene mod skader.
I slutningen af det 20. århundrede og begyndelsen af det 21. har man i stigende grad rettet medicinsk, akademisk og mediemæssig opmærksomhed mod sportsgrene med hyppig kropskontakt og deres forbindelse til sportsrelaterede skader. Flere sportslige myndigheder har som konsekvens ændret regler for at mindske risikoen for alvorlige skader og for at undgå retssager. I visse lande er der endda blevet indført ny lovgivning, særligt med fokus på hjernerystelser.

### Hjernerystelsesprotokoller
På professionelt niveau indførte USA's professionelle liga for amerikansk fodbold, National Football League, i 2011 en særlig hjernerystelsesprotokol, som forbyder spillere med hjernerystelse at vende tilbage til samme kamp, hvori skaden er sket. Målet er at forhindre yderligere skade og forværring af symptomer.
I Canada blev Rowan's Law vedtaget i 2018 efter dødsfaldet på en ung kvindelig atlet. Rowan Stringer døde i 2013 af anden-impact syndrom, "...som følge af gentagne hjernerystelser efter at have spillet rugby tre gange på seks dage."